# Marion Wagner
Pour les articles homonymes, voir Wagner.
Marion Wagner (née le 1er février 1978 à Mayence) est une athlète allemande spécialiste du sprint.

## Carrière
S'illustrant particulièrement dans les courses par équipes, elle remporte en 2001 la médaille d'or du relais 4 × 100 mètres des Championnats de monde d'Edmonton aux côtés de Melanie Paschke, Gabi Rockmeier et Birgit Rockmeier. L'équipe d'Allemagne devance la France et la Jamaïque. L'année suivante, le relais allemand amené par Marion Wagner décroche la médaille de bronze des Championnats d'Europe de Munich, s'inclinant de huit centièmes face à l'équipe de France. 
En 2009, elle remporte la médaille de bronze des Championnats du monde de Berlin avec ses compatriotes Anne Möllinger, Cathleen Tschirch et Verena Sailer, réalisant le temps de 42 s 87 derrière la Jamaïque et les Bahamas.

## Palmarès
| Date | Compétition                       | Lieu        | Résultat | Discipline |
| ---- | --------------------------------- | ----------- | -------- | ---------- |
| 1995 | Championnats d'Europe junior      | Nyiregyhaza | 1re      | 4 × 100 m  |
| 1996 | Championnats du monde junior      | Sydney      | 3e       | 4 × 100 m  |
| 1997 | Championnats d'Europe junior      | Ljubljana   | 1re      | 4 × 100 m  |
| 1999 | Championnats du monde             | Séville     | 5e       | 4 × 100 m  |
| 2000 | Jeux olympiques                   | Sydney      | 6e       | 4 × 100 m  |
| 2001 | Championnats du monde             | Edmonton    | 1re      | 4 × 100 m  |
| 2002 | Championnats d'Europe en salle    | Vienne      | 5e       | 60 m       |
| 2002 | Championnats d'Europe             | Munich      | 2e       | 4 × 100 m  |
| 2003 | Championnats du monde             | Paris       | 5e       | 4 × 100 m  |
| 2005 | Championnats d'Europe en salle    | Madrid      | 6e       | 60 m       |
| 2008 | Jeux olympiques                   | Pékin       | 5e       | 4 × 100 m  |
| 2009 | Championnats du monde             | Berlin      | 3e       | 4 × 100 m  |
| 2011 | Championnats d'Europe par équipes | Stockholm   | 3e       | 4 × 100 m  |